# Mazzarosa (famiglia)

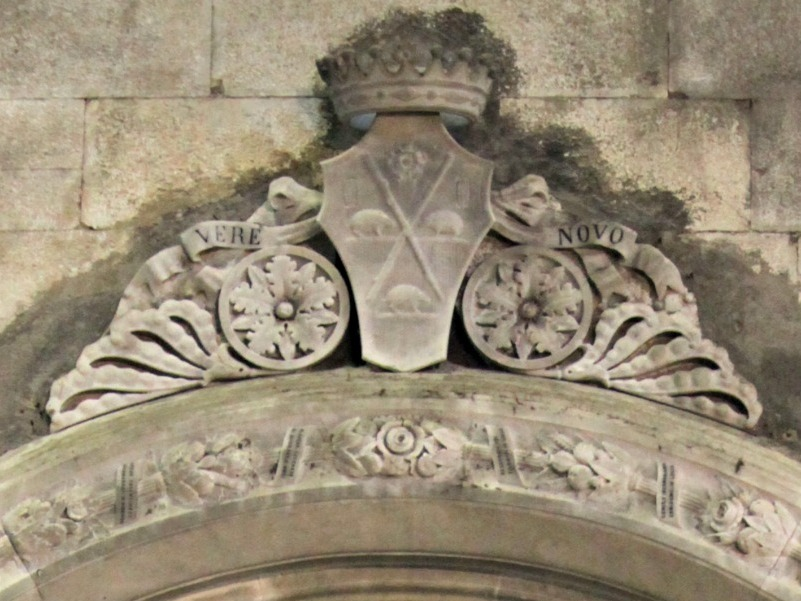
Stemma di famiglia sul monumento ad Antonio Mazzarosa all'interno della Chiesa di Santa Maria Forisportam a Lucca

I Mazzarosa sono uno degli storici casati della Repubblica di Lucca.

## Storia
Originari di Massarosa, mutarono il cognome quando furono iscritti fra i cittadini lucchesi nel 1525.
In origine si inurbarono due distinti rami di questa famiglia, il più antico dei quali è ricordato in città nel 1401 e si estinse presto nella linea maschile con le due sorelle Caterina in Michelini e Chiara in Guidotti.
Il secondo è legato a Cipriano, ricordato dal 1449, che ottenne la cittadinanza originaria nel 1525 e con questa l'accesso alle più importanti magistrature cittadine.
Questo secondo ramo, con casa in piazza S. Salvatore in Mustolio, ereditò i beni dei Guidiccioni, che dettero a Lucca ben tre vescovi tra il cinque e il seicento.
Nel 1597 i Mazzarosa acquistarono la casa in via Santa Croce, già di proprietà dei Pazzi, che fu ampiamente ammodernata nelle forme che vediamo tutt'oggi, grazie soprattutto ad Antonio Mazzarosa, politico e letterato dell'800. Successivamente Anche la villa Mazzarosa di Segromigno in Monte subisce modifiche di rilievo. 
Il casato si trovò a rischio di estinzione una prima volta all'inizio del XVIII secolo, quando rimase la sola Caterina Mazzarosa, che però andò in sposa a Tommaso Nieri e questi adottò il cognome e le sostanze dei Mazzarosa; e una seconda volta nel secolo successivo, quando Francesco Mazzarosa, per evitare la fine della famiglia, adottò il suo figlioccio di battesimo, Antonio Mansi. (n. 1780), che tanto lustro dette alla città e allo stato di Lucca insieme al fratello Ascanio, che rimase a perpetuare il casato Mansi.